# Totenlaterne (Atur)

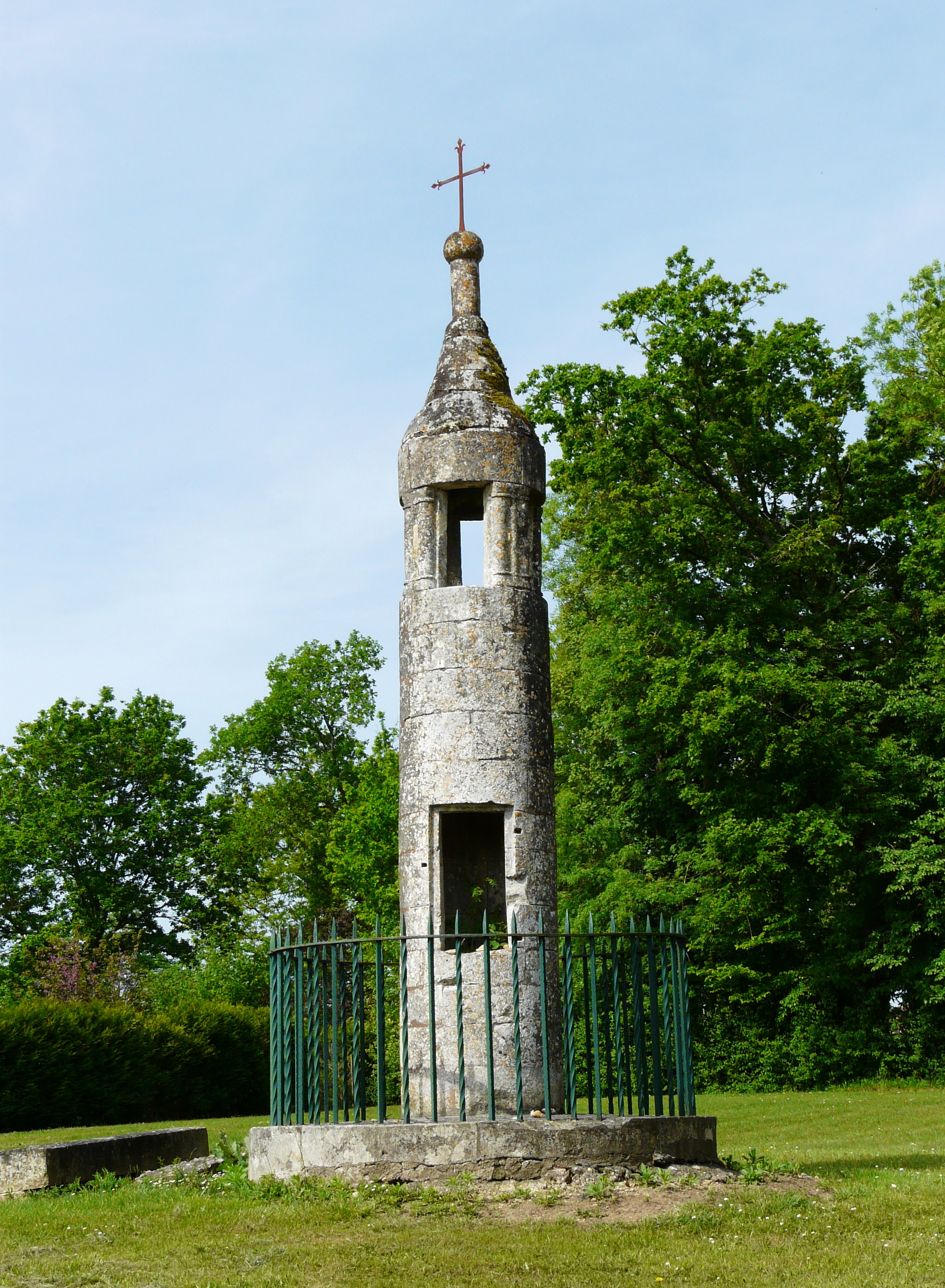
Totenlaterne in Atur

Die Totenlaterne (französisch lanterne des morts) in Atur, einem Ortsteil der französischen Gemeinde Boulazac Isle Manoire im Département Dordogne in der Region Nouvelle-Aquitaine, wurde im 12. Jahrhundert errichtet. Die Totenlaterne steht seit 1932 als Monument historique auf der Liste der Baudenkmäler in Frankreich.
Das zylindrische Bauwerk auf dem heute aufgelassenen Friedhof ist die älteste Totenlaterne im Département Dordogne. Sie hat einen Durchmesser von circa einem Meter und ist circa drei Meter hoch. Die Umzäunung mit einem Eisengitter stammt aus dem 19. Jahrhundert, ebenso wie das schmiedeeiserne Kreuz auf der Spitze. Auf einem Meter Höhe ist eine rechteckige Öffnung, die es erlaubte, eine Lampe darin anzuzünden, die danach mit einer Kette nach oben, zur zweiten kleineren Öffnung, gezogen wurde. Diese vier Öffnungen, durch die man das Licht der Lampe sehen konnte, werden von eingestellten Säulen gerahmt.